# Rezerwat przyrody Padva
Rezerwat przyrody Padva (słow. Národná prírodná rezervácia Padva) – rezerwat przyrody w grupie górskiej Wielka Fatra na Słowacji. Powierzchnia 325,46 ha czyniła go w chwili powołania największym powierzchniowo rezerwatem przyrody w Wielkiej Fatrze. Powołany został rozporządzeniem Ministerstwa Kultury Słowackiej Republiki Socjalistycznej nr 1500/1972-OP z dnia 6 marca 1972 r. Na terenie rezerwatu obowiązuje 5 (najwyższy) stopień ochrony. Rezerwat został powołany do zachowania i ochrony fragmentu Wielkiej Fatry o niezwykle bogatej rzeźbie powierzchni, z licznymi dolomitowo-wapiennymi formacjami skalnymi oraz zjawiskami krasowymi, na którym występują w pierwotnej postaci wszystkie zespoły roślinne charakterystyczne dla pięter reglowych i piętra subalpejskiego wapiennej części tej grupy górskiej, a także rzadkie i chronione gatunki zwierząt, w celach naukowych, badawczych i kulturowych.

## Położenie
Rezerwat obejmuje górną część doliny Vlkanovej, sięgając na zach. po grzbiet oddzielający ją od Doliny Blatnickiej ze szczytami Mohošov grúň (1136 m) i Haľamova kopa (1344 m), na pd. po szczyt Smrekov (1441 m), a na wsch. po grzbiet oddzielający ją od górnej części doliny Dedošovej. Środkiem rezerwatu spływa potok Selenec (dopływ Gaderskiego Potoku).
Leży w granicach Parku Narodowego Wielka Fatra. Administracyjnie teren rezerwatu leży w katastrze wsi Blatnica w powiecie Martin w kraju żylińskim.

## Charakterystyka
Podłoże na terenie rezerwatu budują dolomity i dolomityczne wapienie, a w zamknięciu doliny wapienie środkowego i górnego triasu. Partie dolomitowe wyróżniają się najbogatszą rzeźbą: znacznym rozczłonkowaniem stoków, występowaniem licznych formacji skalnych wypreparowanych z podłoża, takich jak tarasy, ambony, baszty i igły skalne, kanionowate dolinki oraz ostre grzebienie skalne porozdzielane głębokimi żlebami, u stóp których tworzą się piargi i stożkowate usypiska zwietrzałej skały. Na czołach ławic wapieni powstały dwa niewielkie wodospady, większy z nich ma wysokość 8 m.
Znaczna wysokościowa rozpiętość terenów rezerwatu, sięgająca ok. 780 m, w połączeniu ze zróżnicowaną ekspozycją i bogatym urzeźbieniem terenu, prowadzą do tworzenia się warunków mikroklimatycznych o charakterze inwersyjnym, co z kolei sprzyja rozwojowi różnorodnych i bogatych w gatunki zespołów roślinnych. Fitocenozy leśne obejmują wielkie bogactwo zespołów roślinnych o różnych strukturach wiekowych i przestrzennych. W piętrze regla dolnego dominują różne facje buczyn, w których bukowi towarzyszą jodła, jawor, świerk, rzadziej jesion. W reglu górnym większość porostów to świerczyny z licznymi gatunkami domieszkowymi, jak jawor i jarzębina. Na stanowiskach skalistych pojawia się sosna i jarząb mączny. Najwyższe partie porasta kosodrzewina. Na terenie rezerwatu stwierdzono ok. 1000 egz. cisa w różnych przedziałach wiekowych.
Z roślin zielnych godne uwagi są modrzyk górski, miłosna górska, szczyr trwały, żywiec dziewięciolistny, czosnek niedźwiedzi i siatkowaty, miesiącznica trwała, zarzyczka górska, urdzik węgierski, oset siny, sasanka słowacka, kosmatka olbrzymia, turzyca palczasta, sesleria błotna oraz liczne paprocie, w tym języcznik zwyczajny.
Fauna rezerwatu jest bogata i urozmaicona. Z wielkich drapieżników regularnie pojawiają się tu niedźwiedź brunatny i ryś, z mniejszych żbik, kuna leśna, łasica pospolita. Licznie występuje jeleń. Często spotykane są tu również kozice, pochodzące od 20 osobników z linii alpejskiej (nie tatrzańskiej!), introdukowanych w Dol. Gaderskiej w latach 50. XX w. Niedostępne skalne półki są miejscem gnieżdżenia się dużych skrzydlatych drapieżników: orła przedniego, sokoła wędrownego, puchacza czy kruka. Na skalnych urwiskach można czasem dostrzec pomurnika. Spośród gatunków leśnych godne uwagi są gatunki reliktowe, takie jak drozd obrożny, dzięcioł trójpalczasty i orzechówka, a także rzadki już głuszec.
Bogata i urozmaicona jest fauna mięczaków, a także owadów, zwłaszcza motyli i chrząszczy. Wśród tych ostatnich jest szereg gatunków związanych z martwym, rozkładającym się drewnem.
Przez teren rezerwatu nie prowadzą żadne znakowane szlaki turystyczne. Wstęp do niego bez pozwolenia odpowiednich organów ochrony przyrody jest zabroniony.